# Кроцетин
Кроцетин — органическое соединение, апокаротиноидная дикарбоновая кислота, находится в цветах растений рода  шафран (крокус) и в плодах гардении. 

## Описание
Кроцетин является гептаненасыщенной двухосновной карбоновой кислотой каротиноида.  В чистом виде образует кристаллы кирпично-красного цвета. Является базовым структурным компонентом кроцина, соединения, которое придаёт цвет такой известной специи, как шафран.

## В физиологии
Пероральное назначение кроцетина снижало физическую усталость у здоровых испытуемых. Кроцетин также может улучшать качество сна при его умеренном нарушении.
При высоких дозах кроцетин обнаруживал защитный эффект против повреждении ретины.